# Комтурство Дінабург

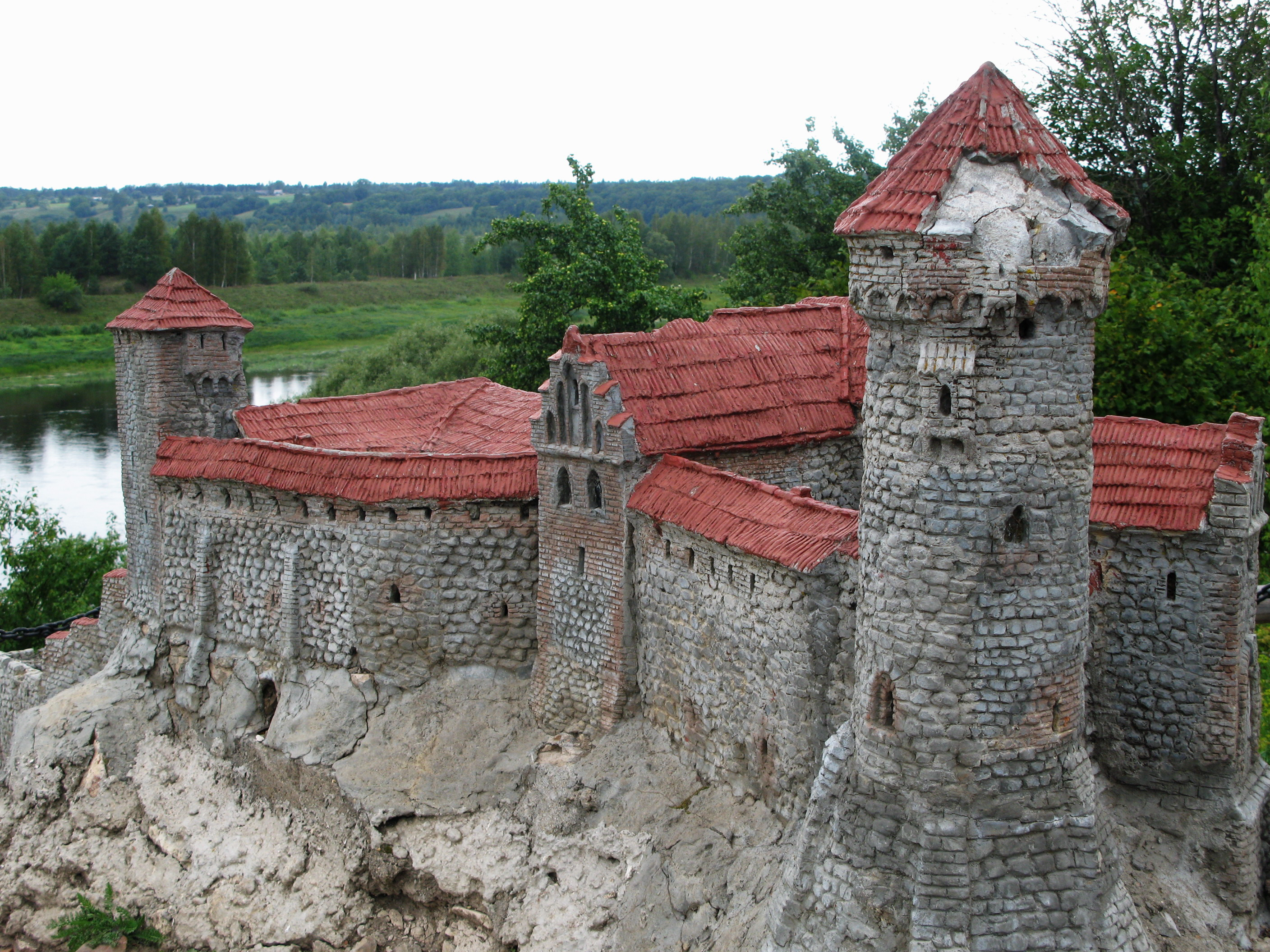
Макет Дінабурзького замку, останньої резиденції комтурства

Комтурство Дінабург — комтурство в складі земель Лівонського ордена. Утворено в 1245 році, але з часом було знищено литовцями. Невідомо точно коли, але комтурство було поновлено. Останнім дінабурзьким комтуром був Георг фон Зебург цу Вишлинген, який керував комтурством з 1558 до 1559 року. 

## Історія
Засновано в 1245 році, але в найближчі часи було знищено литовцями. Донині точно невідомо, коли комтурство було поновлено, але відомо, що в 1387 році комтурство вже існувало.

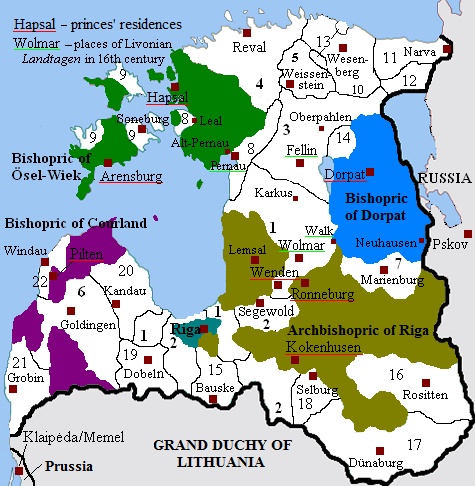
Комтурство Дінабург (17) на мапі Лівонії в 1534 році

Комтурство продовжувало існувати до 1559 року, коли розгорівся великий збройний конфлікт між російським царем Іваном IV і правителями Лівонської конфедерації, і комтурства почали розпадатися в результаті поразок, які терпів орден від російських військ. Резиденція командора, орденського військового намісника, розташовувалася на правому березі Двіни, в старому Дінабурзькому замку, який знаходився там, де зараз адміністративно розташовується Науєнська волость Латвії.
Останній дінабурзький командор Георг в 1559 році був змушений залишити свою резиденцію в дінабурзькій фортеці через постійну загрозу швидкого військового вторгнення армії ворога. Головною причиною, чому комтур змушений був покинути місце свого перебування, було юридичне підпорядкування Дінабурга Задвінським герцогством (під контролем Польщі), до складу якого комтурство було включено. Справа в тому, що Лівонський орден заклав ці землі Великому князівству Литовському та польському королю Сигізмунду II Августу.

## Комтури
| Роки правління   | Ім'я                             | Ім'я оригінальною мовою              | Примітки                              |
| ---------------- | -------------------------------- | ------------------------------------ | ------------------------------------- |
| 1245 – ?         | Генріх фон Зассендорп            | нім. Heinrich von Zassendorp         | Перший комтур Дінабурга               |
| 1367             | Дітріх Фрейтаг                   | нім. Dietrich Freitag                |                                       |
| 1387 – 1390      | Бернхард Хевельман               | нім. Bernhard Hövelmann              |                                       |
| 1414–1417        | Йоганн Швартхоф                  | нім. Johan Schwarthof                |                                       |
| 1422 – 1427      | Генріх фон Ферст                 | нім. Heinrich von der Vaerst         |                                       |
| 1431             | Вольтер фон Лое                  | нім. Wolter von Loe                  |                                       |
| 1436 – 1437      | Бруно фон Хіршберг               | нім. Bruno von Hirschberg            |                                       |
| 1439 – 1442/1445 | Генріх Шпренге                   | нім. Heinrich Sprenge                |                                       |
| 1445 – 1446      | Генріх Вельдеге                  | нім. Heinrich Weldege                |                                       |
| близько 1450     | Йоганн фон Крикенбек             | нім. Johann von Krickenbeck          | Його також називали Шпором фон Гертен |
| 1451             | Конрад фон Фиттингоф             | нім. Konrad von Vietinghoff          |                                       |
| 1471             | Еберхард Лаппе фон Рур           | нім. Eberhard Lappe von der Ruhr     |                                       |
| 1473 – 1476      | Енгельберт Лаппе фон Кенинген    | нім. Engelbrecht Lappe von Köningen  |                                       |
| 1481 – 1484      | Вільгельм фон Беннінгсгаузен     | нім. Wilhelm von Bönninghausen       |                                       |
| 1495 – 1501      | Йоганн Фінці фон Оверберг        | нім. Johann Vincke von Overberg      |                                       |
| 1502 – 1510      | Вальтер фон Плеттенберг          | нім. Wolter von Plettenberg          |                                       |
| 1513 – 1525      | Генріх Платер                    | нім. Heinrich Plater                 |                                       |
| 1527 – 1535      | Йоганн фон Эйкель                | нім. Johann von Eickel               |                                       |
| 1535 – 1554      | Йоганн Вільгельм фон Фюрстенберг | нім. Wilhelm Fürstenberg             |                                       |
| 1554 – 1558      | Готтгард Кеттлер                 | нім. Gotthard Kettler                |                                       |
| 1558 – 1559      | Георг фон Зебург цу Вишлинген    | нім. Georg von Syburg zu Wischlingen | Останній комтур Дінабурга             |